# عبد القادر فرحاوي
عبد القادر فرحاوي (مواليد 19 مارس 1965 في وهران، الجزائر) هو لاعب كرة قدم جزائري دولي سابق كان يلعب في خط الوسط.

## وصلات خارجية
- عبد القادر فرحاوي على موقع رابطة كرة القدم الفرنسية للمحترفين (الإنجليزية)
- عبد القادر فرحاوي على موقع قاعدة بيانات كرة القدم.إي يو (الإنجليزية)
- عبد القادر فرحاوي على موقع ناشيونال فوتبول تيمز (الإنجليزية)